# Báthory István (erdélyi vajda, 1477–1534)
Somlyói Báthory István (1477 – 1534. március 17.) erdélyi vajda, Báthory István erdélyi fejedelem és lengyel király apja.

## Élete
Somlyói Báthori Szaniszlófi  Miklós  (1462–1500) és losonci Bánffy Zsófia fiaként született, 2 fiú- és 4 lánytestvére volt.
1519. november 26-án egy egyezséggel valamint törvénytelen foglalásokkal ágának tagjaival együtt megszerezte Szinyér várat, valamint Szinyérváralja mezőváros (oppidum) és uradalom felét a Bátoriak ecsedi ágától. Ekkor Szapolyai János familiárisa volt. 1520. október 22-én mint szabolcsi ispán kap parancsot, ispánságát valószínűleg erdélyi alvajdai tisztségének elnyeréséig töltötte be, amely tisztségben 1521. június 5-én szerepel először a forrásokban és 1522. november 28-án a tisztséget még viselte. 
1523. augusztus 3-án a rokonai – Bátori Szaniszlófi János fiai, Péter és Imre – által kibocsátott oklevél ismét szabolcsi ispánként említi. 1524. szeptember 13-án Mária királyné Ártándi Pállal együtt beregi ispánná és munkácsi várnaggyá nevezte ki, amely tisztségeket a mohácsi csatáig együtt viselték.  1523–24-ben ecsedi Báthori Andrással együtt ismét szabolcsi ispán is volt. 
1530 februárjában Szapolyai János, már mint magyar király megtette őt erdélyi vajdának. Az erdélyi szászok I. Ferdinánd király hívei lettek, őket fegyverrel kényszerítette vissza Szapolyai hűségére. A hasonlóképpen Ferdinándhoz hű Torda városát pedig 1531-ben felégette.

## Családja
Felesége az előkelő nemesi Thelegdy családnak a sarja Telegdi Kata volt, akinek a szülei Telegdi István (†1514), királyi tárnokmester és pelsőczi Bebek Margit voltak. Báthory Istvánné Telegdi Katalin anyai nagyszülei pelsőczi Bebek György és Héderváry Fruzsina voltak. Báthory István és Telegdi Katalin frigyéből négy fia és négy lánya született:
- Báthory Erzsébet (1528–1562) Pekry Lajos, majd Kerecsényi László felesége
- Báthory Miklós (?–?)
- Báthory András (?–1563) szatmári kapitány, Báthory András bíboros, Báthory Boldizsár és Báthory István krasznai főispán apja
- Báthory Kristóf (1530–1581) erdélyi vajda, Báthory Zsigmond erdélyi fejedelem apja
- Báthory István (1533–1586) erdélyi fejedelem, lengyel király
- Báthory Zsófia (?–?) Csáky Demeter, majd Dóczy Kelemen felesége
- Báthory Anna (?–1560 után), Drugeth Antal özvegye,  ecsedi Báthori György felesége, ecsedi Báthori Erzsébet anyja
- Báthory Katalin (?–?)